# Cúp VTV9 – Bình Điền 2018
Giải bóng chuyền nữ quốc tế cúp VTV9 – Bình Điền 2018 là giải đấu lần thứ 12 với sự phối hợp tổ chức của Liên đoàn bóng chuyền Việt Nam, Đài truyền hình Việt Nam và Công ty cổ phần Phân bón Bình Điền. Giải đấu được tổ chức ở Quảng Nam, Việt Nam.

## Các đội tham dự
8 đội tham dự giải đấu bao gồm:
- VTV Bình Điền Long An (chủ giải)
- Thông tin LVPB
- Ngân hàng Công Thương
- Phúc Kiến
- Giang Tô
- Almaty
- Est Cola
- Bring It Promotions

## Vòng bảng
- Tất cả các trận đấu diễn ra theo Giờ ở Việt Nam (UTC+07:00).

|  | Đội thi đấu bán kết            |
|  | Đội thi đấu vòng phân hạng 5-8 |

### Bảng A
|      |                       | Trận đấu | Trận đấu | Điểm | Set | Set | Set   | Điểm | Điểm | Điểm  |
| Hạng | Đội                   | T        | B        | Điểm | T   | B   | Tỉ lệ | T    | B    | Tỉ lệ |
| ---- | --------------------- | -------- | -------- | ---- | --- | --- | ----- | ---- | ---- | ----- |
| 1    | VTV Bình Điền Long An | 3        | 0        | 9    | 9   | 2   | 4.500 | 270  | 228  | 1.184 |
| 2    | Phúc Kiến             | 2        | 1        | 5    | 6   | 6   | 1.000 | 272  | 270  | 1.007 |
| 3    | Est Cola              | 1        | 2        | 3    | 5   | 7   | 0.714 | 266  | 281  | 0.947 |
| 4    | Thông tin LVPB        | 0        | 3        | 1    | 4   | 9   | 0.444 | 278  | 307  | 0.906 |

| Ngày       | Thời gian |                       | Điểm |                | Set 1 | Set 2 | Set 3 | Set 4 | Set 5 | Tổng    | Nguồn |
| ---------- | --------- | --------------------- | ---- | -------------- | ----- | ----- | ----- | ----- | ----- | ------- | ----- |
| 12 tháng 5 | 16:10     | Phúc Kiến             | 3–2  | Thông tin LVPB | 27–29 | 26–24 | 23–25 | 25–21 | 15–10 | 116–109 | P2    |
| 12 tháng 5 | 19:30     | VTV Bình Điền Long An | 3–1  | Est Cola       | 27–25 | 25–18 | 20–25 | 25–19 |       | 97–87   | P2    |
| 14 tháng 5 | 16:10     | Thông tin LVPB        | 1–3  | Est Cola       | 19–25 | 25–18 | 18–25 | 21–25 |       | 83–93   | P2    |
| 14 tháng 5 | 19:00     | VTV Bình Điền Long An | 3–0  | Phúc Kiến      | 25–20 | 25–17 | 25–18 |       |       | 75–55   | P2    |
| 16 tháng 5 | 16:10     | Est Cola              | 1–3  | Phúc Kiến      | 26–24 | 25–27 | 18–25 | 17–25 |       | 86–101  | P2    |
| 16 tháng 5 | 19:00     | VTV Bình Điền Long An | 3–1  | Thông tin LVPB | 25–23 | 25–19 | 23–25 | 25–19 |       | 98–86   | P2    |

### Bảng B
|      |                       | Trận đấu | Trận đấu | Điểm | Set | Set | Set   | Điểm | Điểm | Điểm  |
| Hạng | Đội                   | T        | B        | Điểm | T   | B   | Tỉ lệ | T    | B    | Tỉ lệ |
| ---- | --------------------- | -------- | -------- | ---- | --- | --- | ----- | ---- | ---- | ----- |
| 1    | Giang Tô              | 3        | 0        | 7    | 9   | 4   | 2.250 | 296  | 235  | 1.260 |
| 2    | Bring It Promotions   | 2        | 1        | 7    | 8   | 4   | 2.000 | 263  | 243  | 1.082 |
| 3    | Ngân hàng Công Thương | 1        | 2        | 3    | 4   | 6   | 0.667 | 217  | 212  | 1.024 |
| 4    | Almaty                | 0        | 3        | 1    | 2   | 9   | 0.222 | 173  | 259  | 0.668 |

| Ngày       | Thời gian |                       | Điểm |                       | Set 1 | Set 2 | Set 3 | Set 4 | Set 5 | Tổng   | Nguồn |
| ---------- | --------- | --------------------- | ---- | --------------------- | ----- | ----- | ----- | ----- | ----- | ------ | ----- |
| 13 tháng 5 | 16:10     | Bring It Promotions   | 3–1  | Ngân hàng Công Thương | 21–25 | 25–21 | 25–20 | 25–21 |       | 96–87  | P2    |
| 13 tháng 5 | 19:00     | Giang Tô              | 3–2  | Almaty                | 25–17 | 18–25 | 25–9  | 26–28 | 15–9  | 109–88 | P2    |
| 15 tháng 5 | 16:10     | Bring It Promotions   | 3–0  | Almaty                | 25–15 | 25–20 | 25–10 |       |       | 75–45  | P2    |
| 15 tháng 5 | 19:00     | Ngân hàng Công Thương | 0–3  | Giang Tô              | 24–26 | 16–25 | 15–25 |       |       | 55–76  | P2    |
| 17 tháng 5 | 16:10     | Almaty                | 0–3  | Ngân hàng Công Thương | 13–25 | 10–25 | 17–25 |       |       | 40–75  | P2    |
| 17 tháng 5 | 19:00     | Bring It Promotions   | 2–3  | Giang Tô              | 19–25 | 25–23 | 19–25 | 25–23 | 4–15  | 92–111 | P2    |

## Vòng đấu loại trực tiếp

### Vòng phân hạng 5-8
|  | Phân hạng 5-8         | Phân hạng 5-8         |                   |   | Trận tranh hạng 5 | Trận tranh hạng 5 |
|  |                       |                       |                   |   |                   |                   |
|  | 19 tháng 5            |                       |                   |   |                   |                   |
|  |                       |                       |                   |   |                   |                   |
|  | Est Cola              | 3                     |                   |   |                   |                   |
|  | Est Cola              | 3                     | 20 tháng 5        |   |                   |                   |
|  | Almaty                | 1                     |                   |   |                   |                   |
|  | Almaty                | 1                     | Est Cola          | 3 |                   |                   |
|  | 19 tháng 5            |                       | Est Cola          | 3 |                   |                   |
|  |                       | Ngân hàng Công Thương | 1                 |   |                   |                   |
|  | Ngân hàng Công Thương | Ngân hàng Công Thương | 1                 | 3 |                   |                   |
|  | Ngân hàng Công Thương |                       |                   | 3 |                   |                   |
|  | Thông tin LVPB        | 2                     |                   |   |                   |                   |
|  | Thông tin LVPB        | 2                     | Trận tranh hạng 7 |   |                   |                   |
|  |                       |                       |                   |   |                   |                   |
|  | 20 tháng 5            |                       |                   |   |                   |                   |
|  |                       |                       |                   |   |                   |                   |
|  | Almaty                | 1                     |                   |   |                   |                   |
|  | Almaty                | 1                     |                   |   |                   |                   |
|  | Thông tin LVPB        | 3                     |                   |   |                   |                   |

#### Phân hạng 5–8
| Ngày       | Thời gian |                       | Điểm |                | Set 1 | Set 2 | Set 3 | Set 4 | Set 5 | Tổng    | Nguồn |
| ---------- | --------- | --------------------- | ---- | -------------- | ----- | ----- | ----- | ----- | ----- | ------- | ----- |
| 19 tháng 5 | 12:10     | Est Cola              | 3–1  | Almaty         | 17–25 | 25–23 | 26–24 | 25–15 |       | 93–87   | P2    |
| 19 tháng 5 | 14:00     | Ngân hàng Công Thương | 3–2  | Thông tin LVPB | 29–27 | 23–25 | 20–25 | 25–23 | 15–12 | 112–112 | P2    |

#### Trận tranh hạng 7
| Ngày       | Thời gian |        | Điểm |                | Set 1 | Set 2 | Set 3 | Set 4 | Set 5 | Tổng  | Nguồn |
| ---------- | --------- | ------ | ---- | -------------- | ----- | ----- | ----- | ----- | ----- | ----- | ----- |
| 20 tháng 5 | 12:10     | Almaty | 1–3  | Thông tin LVPB | 22–25 | 19–25 | 25–16 | 18–25 |       | 84–91 |       |

#### Trận tranh hạng 5
| Ngày       | Thời gian |          | Điểm |                       | Set 1 | Set 2 | Set 3 | Set 4 | Set 5 | Tổng  | Nguồn |
| ---------- | --------- | -------- | ---- | --------------------- | ----- | ----- | ----- | ----- | ----- | ----- | ----- |
| 20 tháng 5 | 14:00     | Est Cola | 3–1  | Ngân hàng Công Thương | 25–17 | 16–25 | 25–22 | 25–19 |       | 91–83 |       |

### Top 4
|  | Bán kết               | Bán kết  |                     |   | Chung kết | Chung kết |
|  |                       |          |                     |   |           |           |
|  | 19 tháng 5            |          |                     |   |           |           |
|  |                       |          |                     |   |           |           |
|  | VTV Bình Điền Long An | 2        |                     |   |           |           |
|  | VTV Bình Điền Long An | 2        | 20 tháng 5          |   |           |           |
|  | Bring It Promotions   | 3        |                     |   |           |           |
|  | Bring It Promotions   | 3        | Bring It Promotions | 2 |           |           |
|  | 19 tháng 5            |          | Bring It Promotions | 2 |           |           |
|  |                       | Giang Tô | 3                   |   |           |           |
|  | Giang Tô              | Giang Tô | 3                   | 3 |           |           |
|  | Giang Tô              |          |                     | 3 |           |           |
|  | Phúc Kiến             | 1        |                     |   |           |           |
|  | Phúc Kiến             | 1        | Trận tranh hạng 3   |   |           |           |
|  |                       |          |                     |   |           |           |
|  | 20 tháng 5            |          |                     |   |           |           |
|  |                       |          |                     |   |           |           |
|  | VTV Bình Điền Long An | 3        |                     |   |           |           |
|  | VTV Bình Điền Long An | 3        |                     |   |           |           |
|  | Phúc Kiến             | 0        |                     |   |           |           |

#### Bán kết
| Ngày       | Thời gian |                       | Điểm |                     | Set 1 | Set 2 | Set 3 | Set 4 | Set 5 | Tổng   | Nguồn |
| ---------- | --------- | --------------------- | ---- | ------------------- | ----- | ----- | ----- | ----- | ----- | ------ | ----- |
| 19 tháng 5 | 17:10     | Giang Tô              | 3–1  | Phúc Kiến           | 20–25 | 25–17 | 25–23 | 25–16 |       | 95–81  | P2    |
| 19 tháng 5 | 19:00     | VTV Bình Điền Long An | 2–3  | Bring It Promotions | 25–18 | 17–25 | 23–25 | 25–18 | 8–15  | 98–101 | P2    |

#### Trận tranh hạng 3
| Ngày       | Thời gian |                       | Điểm |           | Set 1 | Set 2 | Set 3 | Set 4 | Set 5 | Tổng  | Nguồn |
| ---------- | --------- | --------------------- | ---- | --------- | ----- | ----- | ----- | ----- | ----- | ----- | ----- |
| 20 tháng 5 | 16:10     | VTV Bình Điền Long An | 3–0  | Phúc Kiến | 27–25 | 25–15 | 25–22 |       |       | 77–62 |       |

#### Chung kết
| Ngày       | Thời gian |                     | Điểm |          | Set 1 | Set 2 | Set 3 | Set 4 | Set 5 | Tổng   | Nguồn |
| ---------- | --------- | ------------------- | ---- | -------- | ----- | ----- | ----- | ----- | ----- | ------ | ----- |
| 20 tháng 5 | 20:00     | Bring It Promotions | 2–3  | Giang Tô | 25–21 | 25–21 | 22–25 | 17–25 | 6–15  | 95–107 |       |

## Xếp hạng chung cuộc
| Xếp hạng | Đội                   |
| -------- | --------------------- |
| 1        | Giang Tô              |
| 2        | Bring It Promotions   |
| 3        | VTV Bình Điền Long An |
| 4        | Phúc Kiến             |
| 5        | Est Cola              |
| 6        | Ngân hàng Công Thương |
| 7        | Thông tin LVPB        |
| 8        | Almaty                |

| Vô địch cúp VTV9 – Bình Điền 2018 |
| --------------------------------- |
| Giang Tô Lần thứ 2                |

## Giải thưởng cá nhân
| - Vận động viên toàn diện nhất giải đấu Holly Toliver (Bring It Promotions) - Vận động viên chủ công xuất sắc nhất Trần Thị Thanh Thúy (VTV Bình Điền Long An) Allison Mayfield (Bring It Promotions) - Vận động viên phụ công xuất sắc nhất Wang Chenyue (Giang Tô) Zheng Yixin (Phúc Kiến) | - Vận động viên đối chuyền xuất sắc nhất Wu Han (Giang Tô) - Vận động viên chuyền hai xuất sắc nhất Diao Linyu (Giang Tô) - Vận động viên libero xuất sắc nhất Nguyễn Thị Kim Liên (VTV Bình Điền Long An) - Vận động viên trẻ triển vọng Dương Thị Hên (VTV Bình Điền Long An) - Hoa khôi cúp VTV9 – Bình Điền 2018 Sabina Altynbekova (Almaty) |